# Serra Grande
Serra Grande este un oraș în Paraíba (PB), Brazilia.